# マーク・ノップラー

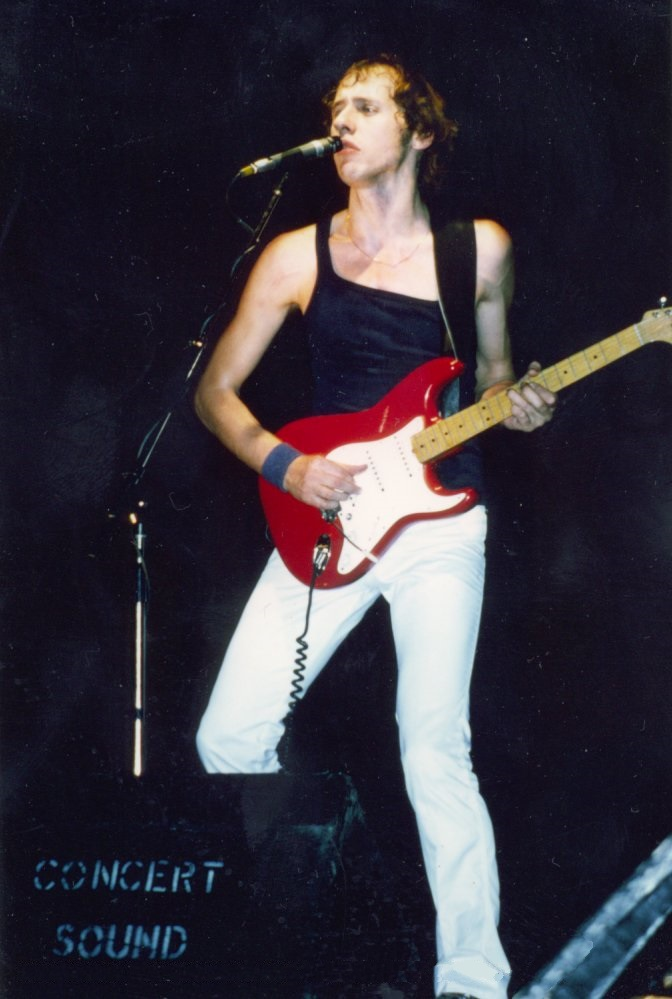
1979年（歳時）撮影

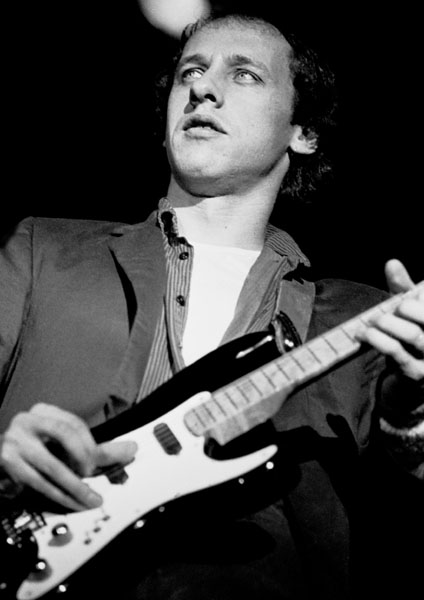
1981年（歳時）撮影

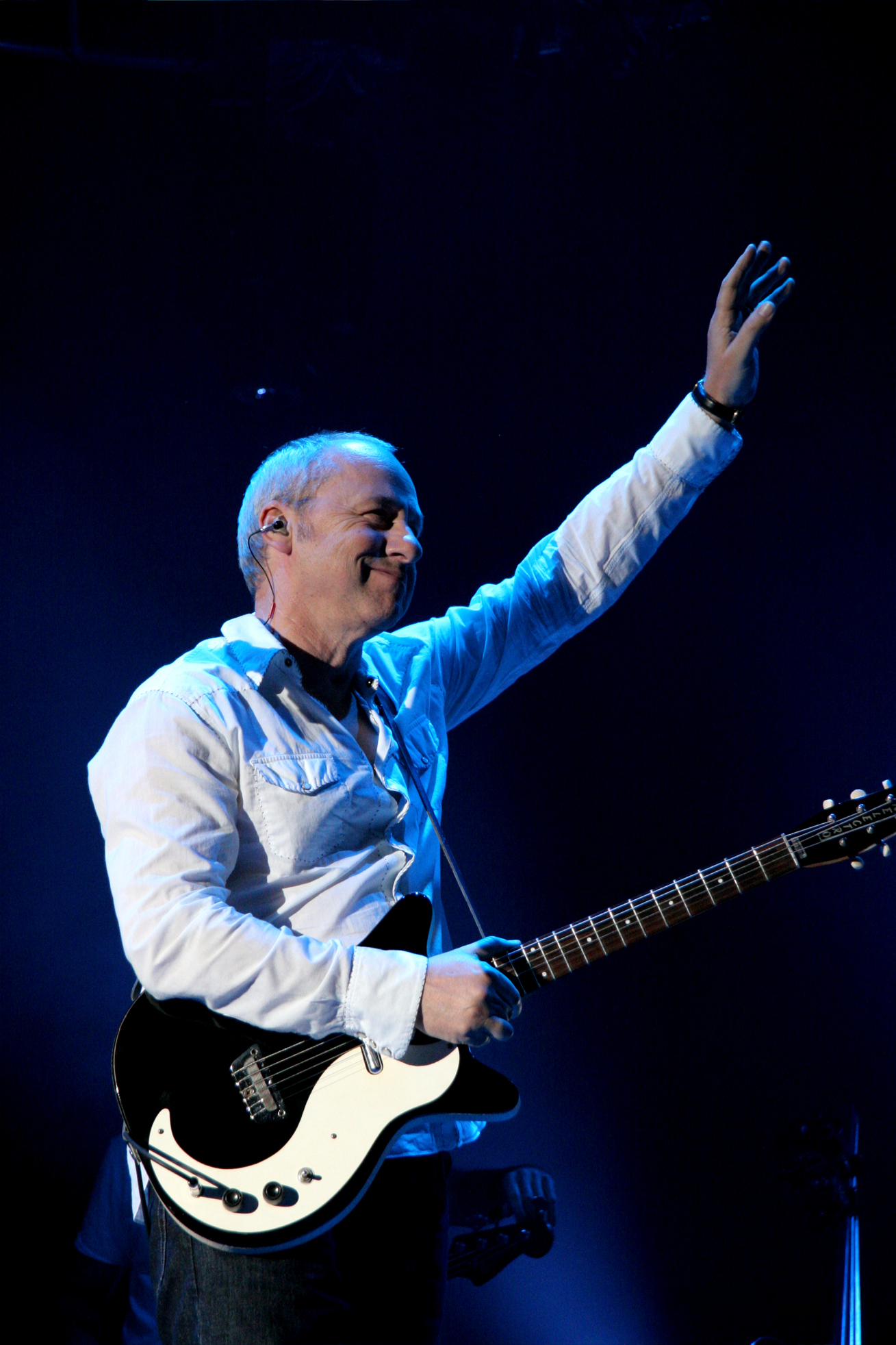
2006年（歳時）撮影

マーク・ノップラー OBE（Mark Freuder Knopfler OBE、1949年8月12日 - ）は、イギリス、スコットランドのグラスゴーに生まれたミュージシャン、ギタリスト、ソングライター、音楽プロデューサー。
音楽的には、ボブ・ディラン、J・J・ケイル、ハンク・マーヴィン等から強い影響を受けている。
ポップカルチャー情報誌『ローリング・ストーン』の2003年8月号のカバーストーリー「ローリング・ストーンの選ぶ歴史上最も偉大な100人のギタリスト」において第27位となった。2011年の改訂版では第44位。

## 来歴
父は、ユダヤ系ハンガリー人のエルヴィーン・クノップフラー (Erwin Knopfler. 1908-1993)。建築家であり、チェスプレーヤーとしても名を知られていた。「#サーネーム」と「#父」も参照のこと。母はルイーザ・マリー (Louisa Mary Laidler Knopfler )。イギリス人（あるいはアイルランド人）である。
1939年、故郷ミシュコルツで暮らしていたエルヴィーンの家族は、ナチスの弾圧から逃れるため、ハンガリーからオランダを経てスコットランドのグラスゴーに移住した。第1子の長女ルース・セルマ (Ruth Selma. 1947–2020) 、第2子で長男のマーク・フロイダー (Mark Freuder. 1949- )、そして第3子で次男のデヴィッド(David. 1952- ) の3姉弟は、共にこの待避地で生まれている。
マークが7歳か8歳の時、家族はグラスゴーからイングランド北東部の都市ニューカッスル・アポン・タインへと転居した。それからしばらく経って、マークはギターを独学で学び始めた。
リーズ大学卒業後は新聞記者や教師をしつつ複数のバンドを掛け持ちしてパブに出入りするようになる。なお、生来左利きであるが、ギターを弾く時は右手で爪弾く。1970年代半ばにロックバンド「ダイアー・ストレイツ」を結成。その後、リーダーとして活動休止までバンドを牽引し、スターダムに押し上げる。
ダイアー・ストレイツでの活動を通して、その独特のフィンガー・ピッキング奏法によるギタープレイや、トータルな楽曲プロデュース能力が、他の多くのミュージシャンの目にとまることとなり、数多くのセッションに参加。ボブ・ディランを筆頭に、スティーリー・ダン、エルトン・ジョン、スティング、エリック・クラプトン、ブライアン・フェリー、ジュールズ・ホランドなど、数多くのミュージシャンと親交を深める。また、ほぼ同時期に映画音楽にも参入し、『ローカル・ヒーロー』『CAL』『プリンセス・ブライド』『ワグ・ザ・ドッグ』などを手がける。
1988年からはダイアー・ストレイツとしての活動を一度停止し、1990年には、ノッティング・ヒルビリーズ名義のアルバム『ミッシング』や、チェット・アトキンスと連名のアルバム『ネック&ネック』を発表した。
1995年、ノップラー達はダイアー・ストレイツを解散させる。翌1996年、ノップラーはサウンドトラックを除けば初のソロ・アルバム『ゴールデン・ハート』をリリースした。続く2枚目の『セイリング・トゥ・フィラデルフィア』は全世界で400万枚を超える大ヒットとなる。2004年秋にはアルバム『シャングリ・ラ』を発売。2006年には数年来レコーディングを続けてきたカントリー歌手エミルー・ハリスとのデュエットアルバム『オール・ザ・ロードランニング』の発売と、プロモーションツアーを敢行した。
その後も、『Kill To Get Crimson』（2007年）、『Get Lucky』（2009年）、『Privateering』（2012年）といったソロ・アルバムを全英アルバムチャートのトップ10に送り込み、2015年に発売された8作目のソロ・アルバム『Tracker』では、ソロで初、バンド時代も含めれば24年ぶりとなる全英トップ3入りを果たしている。

## ディスコグラフィ

### ソロ・アルバム

#### スタジオ・アルバム
- ゴールデン・ハート - "Golden Heart" - 1996年
- セイリング・トゥ・フィラデルフィア - "Sailing to Philadelphia" - 2000年
- ラグピッカーズ・ドリーム - "The Ragpicker's Dream" - 2002年
- シャングリ・ラ - "Shangri-La" - 2004年
- "Kill to Get Crimson" - 2007年
- "Get Lucky" - 2009年
- プライベティアリング - "Privateering" - 2012年
- "Tracker" - 2015年
- "Down the Road Wherever" - 2018年
- "One Deep River" - 2024年

#### サウンドトラック
- ローカル・ヒーロー/夢に生きた男 - "Local Hero" - 1983年
- キャル - "Cal" - 1984年
- プリンセス・ブライド・ストーリー - "The Princess Bride" - 1987年
- ブルックリン最終出口 - "Last Exit to Brooklyn" - 1989年
- "Metroland" - 1998年
- ワグ・ザ・ドッグ/ウワサの真相 - "Wag the Dog" - 1997年
- 栄光のストライカー/スコットランド・カップの奇跡 - "A Shot at Glory" - 2000年
- "Seeing in the Dark" - 2007年

### その他のアルバム
- ミッシング - "Missing...Presumed Having a Good Time" - 1990年。ノッティング・ヒルビリーズ名義。
- ネック&ネック - "Neck and Neck" - 1990年。チェット・アトキンスとの共演。
- オール・ザ・ロードランニング - "All the Roadrunning" - 2006年。エミルー・ハリスとの共演。
- リアル・ライブ・ロードランニング - "Real Live Roadrunning" - 2006年。エミルー・ハリスとの共演ライブ・アルバム。

## 一族

### サーネーム
"Knopfler（日本語音写例: ノップラー、クノップフラー）" というサーネームは、父方のもので、起源は12世紀バイエルン貴族のサーネームに求められる。「ボタン（締め具・留め具としてのボタン）」を意味する古高ドイツ語 "knopf" (cf. wikt: Knopf) から生じている。ただし、現代のドイツ語圏ではすっかり廃れており、英語圏（多いほうから米・英）とその次にアルゼンチンに多く分布するサーネームとなっている。

### 父
父はユダヤ系ハンガリー人で、その名を Erwin Knöpfler (Erwin Knopfler) といった。人名の読み（日本語音写形）は、ハンガリー語準拠で「エルヴィーン・クノップフラー」、英語準拠で「エルヴィン・ノップラー」が慣習的表記と言える。
1908年12月2日にハンガリー北東部の都市ミシュコルツで生まれ、イングランドの［資料1］ロンドンあるいは［資料2］ブリストルで1993年に亡くなっている。建築家で、チェスプレーヤーとしても知られている。
エルヴィーンの父は、ブダペスト生まれのユダヤ系ハンガリー人、ヨージェフ・クノップフラー (József Knöpfler, Joseph Knopfler) 。1874年生まれ。米国マサチューセッツ州ニューベッドフォードで1952年に亡くなっている。

## 関連事象

### ノップラー氏の悪竜
イギリスの学術雑誌『ネイチャー』の2001年1月25日発売号に新属新種の恐竜（小型獣脚類）が記載された。その学名は Masiakasaurus knopfleri、和名を「マシアカサウルス・クノプフレリ（表記揺れ: ノップレリ、ほか）」というが、"knopfleri" は "Mark Knopfler" の名にちなんで命名されたもので、「ノップラー氏にちなんだ」「ノップラー氏にゆかりある」などといった意味をもつ献名である。
これは、化石発掘チームが、大好きなノップラーの音楽を聴きながら作業をしていた時に限ってこの恐竜の化石が幾つも見付かり、他の音楽を聴きながら作業していた時には何も見付からなかったというエピソードに由来している。思いがけず恐竜の名前に採用されることとなったノップラーは、『ネイチャー』の発売前日に日刊タブロイド紙『ザ・サン』の取材を受けており、ウィットに富んだ感想を述べている。それについては、該当項目で詳説している。
中国語圏の分類学では、「悪意ある恐竜」「凶暴な恐竜」などといった語意をもつ Masiakasaurus を「惡龍」と漢訳し、knopfleri には "Mr. Knopfler" の漢訳名である「諾弗勒氏」の省略形「諾氏」を当てている。このことから、Masiakasaurus knopfleri は「諾氏惡龍（簡体字: 诺氏恶龙）」と綴る。ほかには「諾弗勒惡龍（簡体字: 诺弗勒恶龙）」という異表記が多く見られる。
ジ・オーブのアレックス・パターソンはこの話題を触れ、イラストも描いている。